# Alfred Goodman Gilman
Alfred Goodman Gilman (New Haven, EUA 1941) és un farmacòleg estatunidenc guardonat amb el Premi Nobel de Medicina o Fisiologia l'any 1994.

## Biografia
Va néixer l'1 de juliol de 1941 a la ciutat de New Haven, població situada a l'estat nord-americà de Connecticut. Va estudiar medicina a la Universitat Yale, on es va graduar el 1962. Posteriorment realitzà el seu doctorat el 1969 a la Case Western Reserve University de Cleveland (Ohio) sota la supervisió de Earl Wilbur Sutherland Jr., i els amplià treballant a l'Institut Nacional de Salut sota la direcció de Marshall Warren Nirenberg. El 1971 fou nomenat professor a la Universitat de Virgínia a Charlottesville (Virgínia) i el 1981 cap del departament de farmacologia de la Universitat de Texas, esdevenint degà d'aquesta universitat el 2005.

## Recerca científica
La seva recerca científica s'orientà sobre l'estudi de les proteïnes, i aconseguí descobrí la proteïna G, les molècules de la qual permeten a les cèl·lules respondre als senyals químics de les hormones, neurotransmissors i els factors de creixement dels diferents teixits orgànics. Així mateix també aconseguí demostrar la importància del trifosfat de guanosina (GTP), observant la seva interacció amb les proteïnes, una clara de mostra de comunicació cel·lular.
L'any 1994 fou guardonat amb el Premi Nobel de Medicina o Fisiologia pels seus treballs sobre la proteïna G i la seva missió en la comunicació cel·lular, premi compartit amb Martin Rodbell.